# 공도선
이 문서의 광둥어 명칭 ("공도")은 위키백과 자체의 광둥어 표기법을 따른 것입니다. 따라서 통용 표기법과는 다를 수 있습니다.
홍콩섬선 (중국어: 港島綫, 병음: gong2 dao3 xian4, 광둥어: gong2 dou2 sin3 공도신) 혹은 아일랜드 라인(영어: Island Line)은 홍콩 지하철(MTR)의 철도 노선 중 하나이며, 1985년 5월 31일에 처음 개통하였다. 중완의 케네디 타운과 중사이구의 차이완을 잇는다. 총길이는 16.3 킬로미터 (10.1 mi)이며 완주하는 데 걸리는 시간은 34분이다. 노선도에 표시되는 노선색은 하늘색이다.
총 17개의 역이 있으며, 2014년 12월 28일에는 케네디 타운역과 홍콩대학역이 새로 문을 열었다.

## 역사
홍콩 정부는 1980년 12월에 13.1km 길이의 공도선 건설을 승인했으며, 전차를 차이완으로 확장한다는 계획을 기각했다. 1985년 5월 31일 공도선은 6량 열차로 애드미럴티역(감중)과 차이완역 사이를 운행하는 서비스로 개통했다.
1986년 5월 23일, 공도선은 중완 역과 성완역으로 연잔되었다. 감중 역, 중완 역은 모두 취안완 선과 환승역이 되었다. 이 연장의 일부로서, 각 열차는 길이 8량까지 늘리게 되었다.
군통 선이 1989년 10월 1일 둥구 해저터널(Eastern Harbour Crossing)을 통해 쿼리베이역까지 연장된 후, 그 역은 공도선과의 환승 지점이 되었지만, 감중(애드미럴티) 역과는 달리 평면 환승 배치가 없어, 승객들이 2개의 에스컬레이터와 긴 통로를 사용하여 노선간을 환승해야 했다. 그로 인한 혼잡에 대한 응답으로 정부는 쿼리베이 혼잡 완화 사업을 추천했고, 1998년 7월에 공사가 시작되어 군통 선과의 두 번째 환승역이 포함되도록 박곡역을 확장하기로 결정했다.
2001년 9월 27일에 열린 박곡 환승역은 쿼리베이역에서 5분에서 1분 미만으로 환승하는 데 필요한 시간을 줄여 새로운 역이 평면 환승을 특징으로 하기 때문에 훨씬 효율적인 환승 방법임이 입증되었다. 2002년 8월 4일, 이 두 역은 군통 선의 해저터널 구간을 인수한 새로운 정관오 선과의 환승 지점이 되었다.
2002년에 MTRC는 정부가 프로젝트에 보조금을 지급한다는 조건으로 서부 및 남부 섬 선 건설에 3억 홍콩 달러를 사용할 것이라고 발표했다. 2002년 5월 MTRC의 첫 번째 제안은 케네디 타운을 향한 기존 공도선의 서쪽 연장을 상세히 설명했다. 그러나 계획은 갑자기 홍콩 섬의 서해안에 있는 간척 장애와 홍콩 정부의 보조금에 관한 엄청난 비용과 불확실성 때문에 중단되었다. 그러나 남부 지구에 대한 신규 노선의 현재 계획은 서부 지구의 일부가 완공되기 위해 필요하다. 그 결과, 은 서철선의 사이잉푼, 섹통쩌이 및 케네디타운 역의 확장 및 위치 결정에 관한 의견 및 제안을 수집하기 위해 광범위한 설문 조사 및 공개 포럼을 진행했다.
2009년 공도선의 케네디 타운역 행 서부 확장 공사가 시작되고 2014년 12월 28일에 정식 개통하여 홍콩 섬 서부 지역에 처음으로 중전철이 직접 연결되었다. 확장 구간의 중간역인 사이잉푼역과 홍콩대학역도 개장했다. 그러나 사이잉푼 역은 건설이 지연되어 2015년 3월 29일에야 개통되었다.

## 노선 정보
공도선은 런던 지하철의 고심도 노선과 비슷하다. 선상에 있는 대부분의 경로와 역은 지하 깊은 곳이며 원통형 터널로 이루어져 있다. 이것은 노선의 건설 계획이 주요 도로 아래 지어 질 것을 요구했으며, 파낼 토지가 부족하여 개착식으로 지을 수 없었던 것에 대한 결과이다.
사우게이완 역 동쪽의 노선에는 선로 확장을 위한 공간이 있으며, 따라서 선은 항파췬역을 통해 지상으로 이어지고, 싱타이 로(盛泰道)를 따라 고가로 간 후, 차이완 공원과 둥 구 주랑(東區走廊)을 통해 지상으로 가서 차이완역에 이른다.
노선의 원래 지하 부분 경로의 지상 부분은 로컬 트램이 운용된다.(서공도선 확장은 자체 결정을 따름). 이는 MTR 노선이 건설 될 때 전차 체계가 폐지 될 수 있다는 우려를 불러 일으켰으나, 트램 노선을 유지하기로한 결정은 1980년대에 이루어졌다.; 서비스가 중단될 때 예비 역할을 한다.
선로의 깊이 때문에 이 노선의 역 대부분 승강장이 곡선 벽을 가지고 있는데, 이는 더 큰 직경뿐인 경로의 원통형 터널 때문이다. 이 특징이 없는 역 중에서 타이쿠 역은 그 자체로 커다란 튜브 형태로 대합실과 승강장을 모두 포함하고 있고, 사이잉푼역과 홍콩대학역은 자체적으로 튜브 모양의 스테이션 박스로 이루어져 있고, 사우게이완 역, 애드미럴티역, 중완역, 케네디타운역은 개착식 공법으로 지어졌다.
대부분의 역은 도로 아래에 건설 되었기 때문에, 대부분의 플랫폼이 곡선으로 되어있어 플랫폼간의 간격이 넓다. 플랫폼이 상대적으로 직선인 역은 서쪽의 박곡, 쿼리베이, 타이구, 항파췬, 차이완 역만이다.
항파췬 역과 차이완 역을 제외한 모든 공도선 역은 역 정비의 일환으로 중국서법(中国书法)으로 쓰여진 중국어 역명을 가지고있다. 공도선 디자인에서 은퇴한 건축가는 좁은 승강장과 벽의 곡률로 인한 심리적 영향을 줄이기 위해 큰 글씨로 작성되었으며, 승객들에게 이 정류장이 무엇인지 상기시켜야 한다고 설명했다. 이것은 왜 항파췬 역과 차이완 역이 정비의 일부로 중국서법으로 디자인하지 않은 이유를 설명하며, 지하가 아닌 지상 위에 지어졌기 때문이다. 이 방법은 정관오 선 및 군통 선의 람틴 역과 같은 일부 새로운 MTR 역에서도 공유된다.
또한 지리적인 문제로 인해 완자이역, 코즈웨이베이역, 틴하우역, 사이완호역의 승강장은 서로 다른 두 층에 있다. 이것은 승강장과 대합실을 두 부분으로 분리하기 때문에, 역에 승강장과 대합실 사이를 연결하는 통로와 긴 에스컬레이터가 있다.
|  |

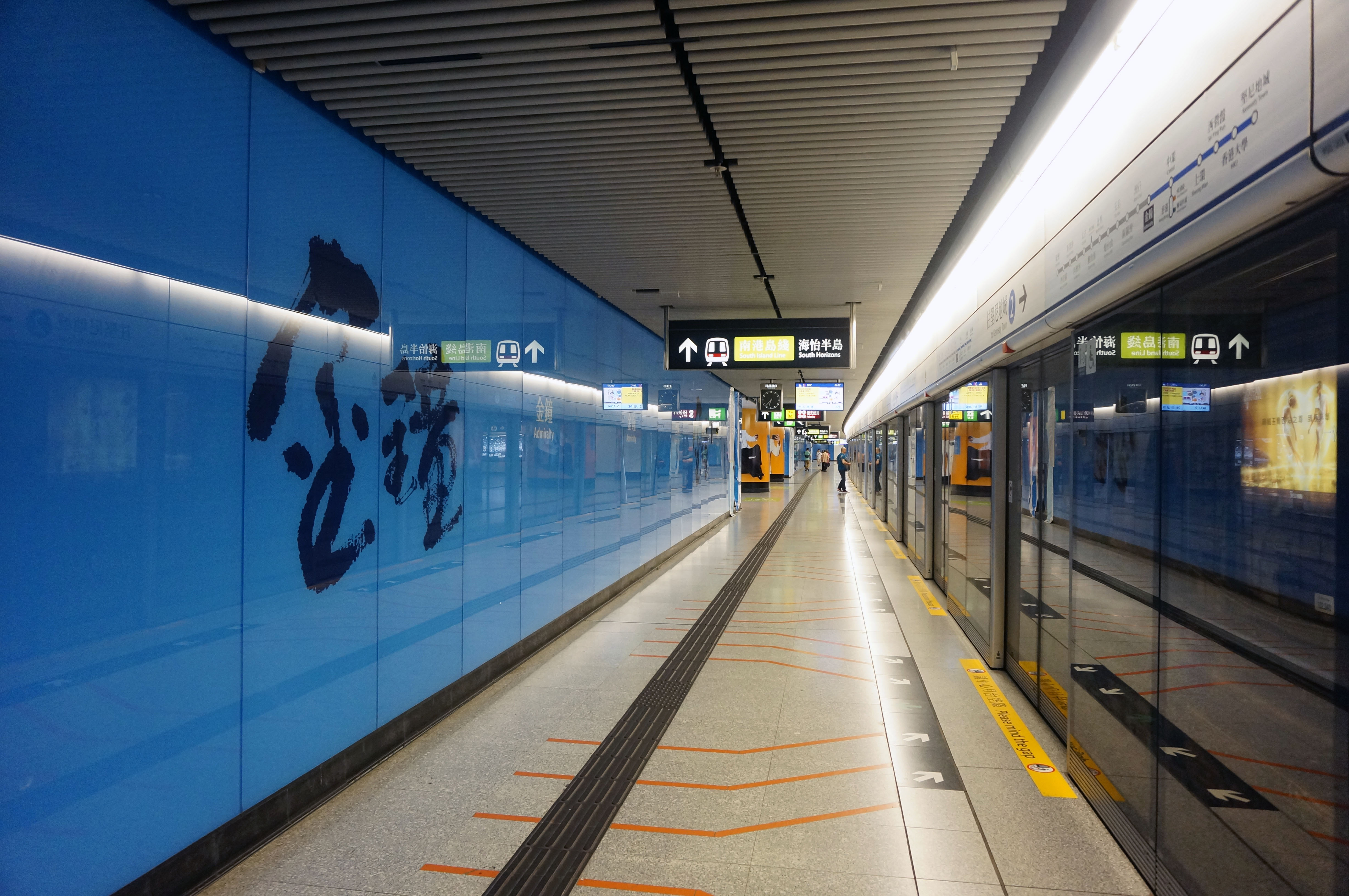
애드미럴티역 공도선 승강장
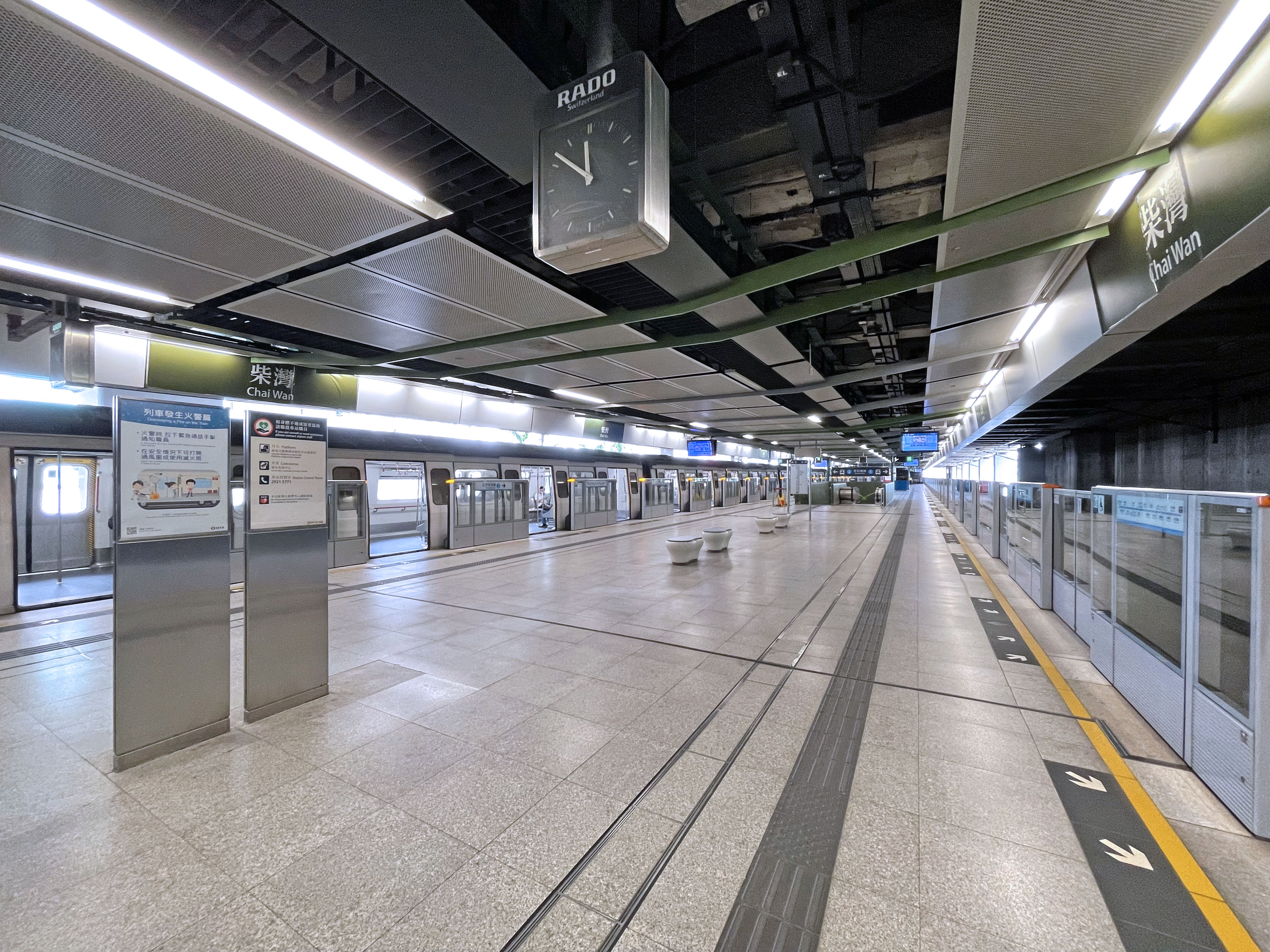
공도선의 종착역인 차이완역에서 출발하기 위해 기다리는 기차
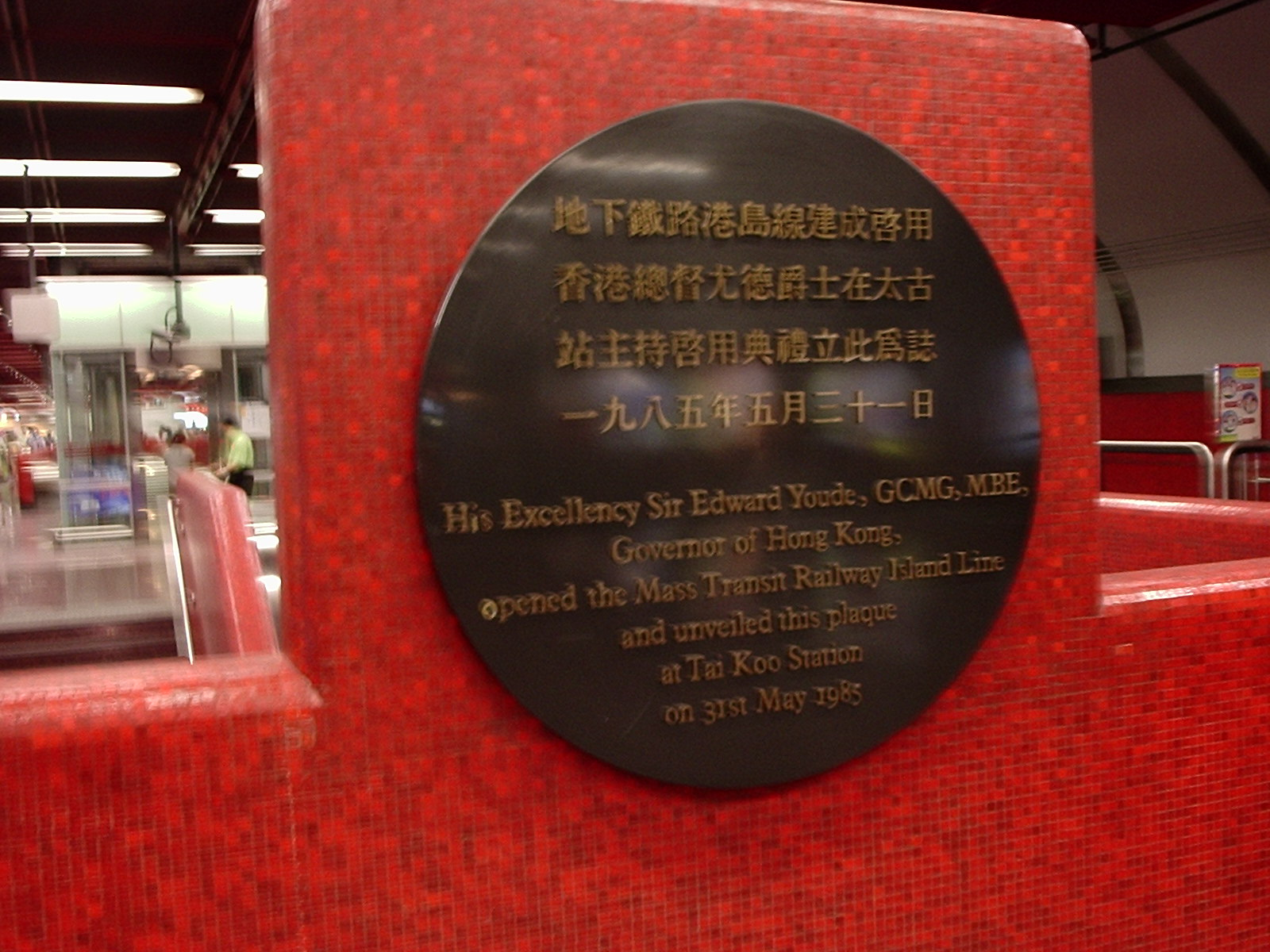
MTR 공도선 개장식은 타이쿠 역에서 1985년 5월 31일 경 개최하였으며, 홍콩의 총독 에드워드 유드 경이 참여했다.

## 역 목록

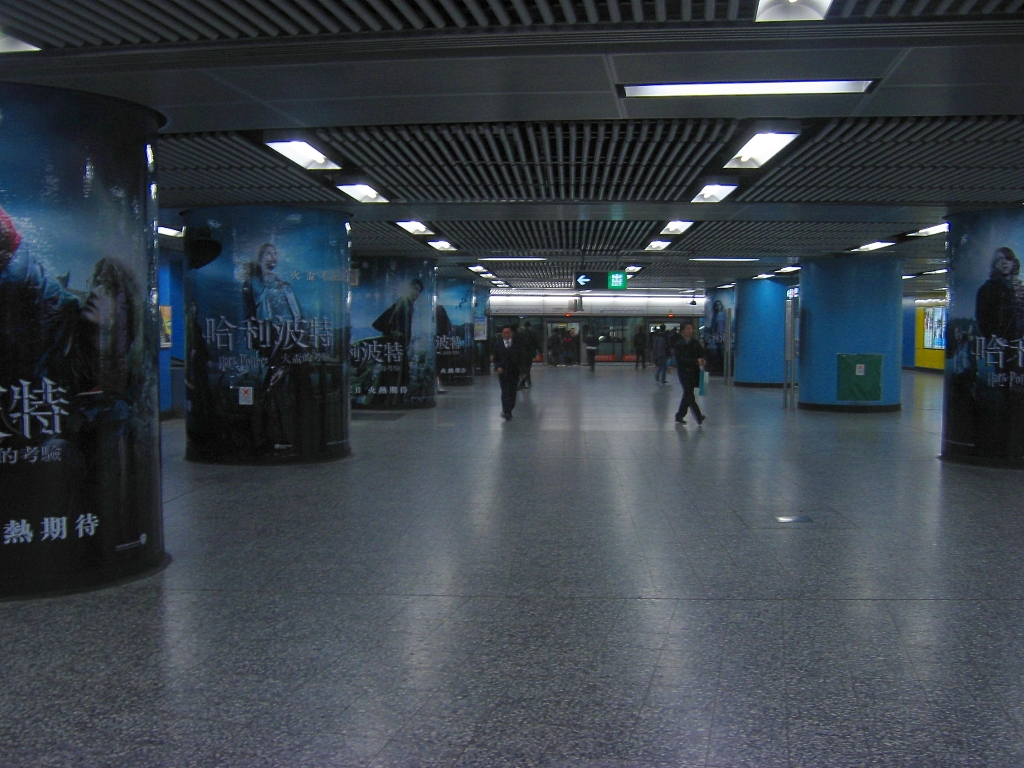
홍콩 지하철 센트럴역

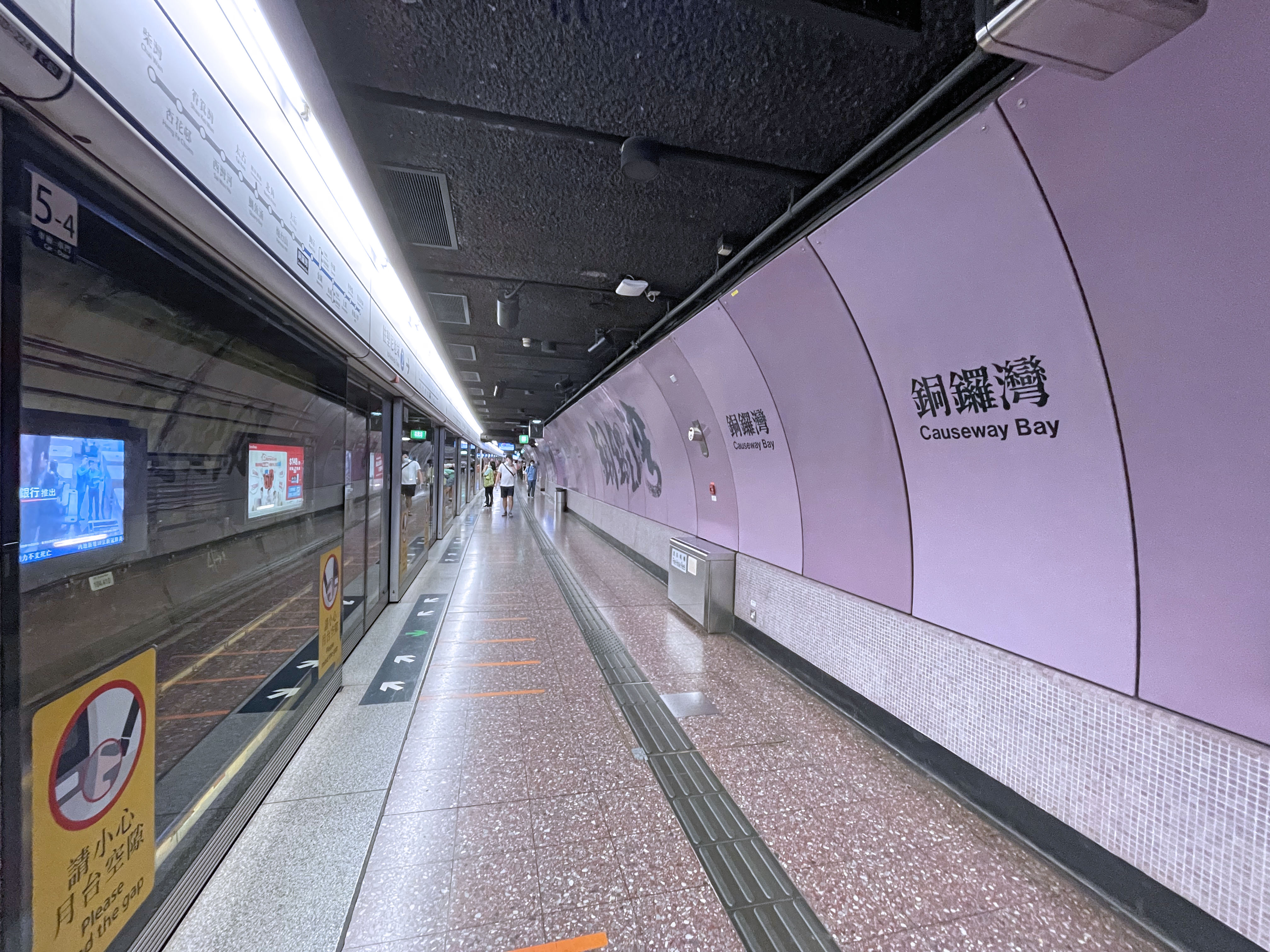
홍콩 지하철 코즈웨이베이역

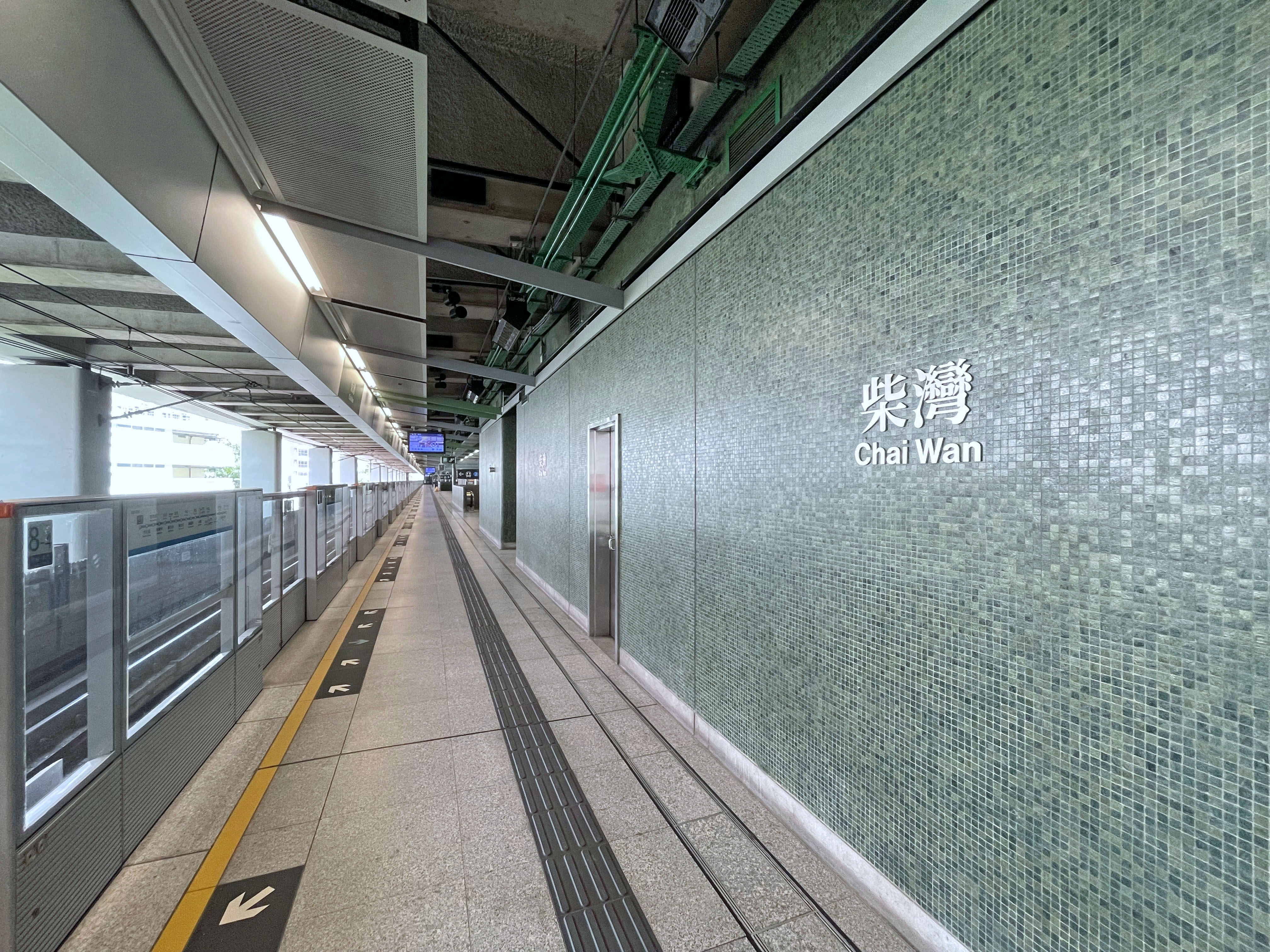
홍콩 지하철 차이완역

| 역명         | 중국어 역명 | 영어 역명     | 소재지  | 환승                                  |
| ------------ | ----------- | ------------- | ------- | ------------------------------------- |
| 아일랜드선   |             |               |         |                                       |
| 케네디타운   | 堅尼地城    | Kennedy Town  | 중시구  |                                       |
| 항대         | 香港大學    | HKU           | 중시구  | ■서부섬선 (미개통)                    |
| 사이잉푼     | 西營盤      | Sai Ying Pun  | 중시구  |                                       |
| 셩완         | 上環        | Sheung Wan    | 중시구  |                                       |
| 센트럴       | 中環        | Central       | 중시구  | ■췬완선 ■뚱충선 ■홍콩 공항철도 홍콩역 |
| 애드미럴티   | 金鐘        | Admiralty     | 중시구  | ■췬완선 ■동철선 ■남부섬선             |
| 완차이       | 灣仔        | Wan Chai      | 완쯔 구 |                                       |
| 코즈웨이베이 | 銅鑼灣      | Causeway Bay  | 완쯔 구 |                                       |
| 틴하우       | 天后        | Tin Hau       | 둥구    |                                       |
| 포트리스 힐  | 炮台山      | Fortress Hill | 둥구    |                                       |
| 노스포인트   | 北角        | North Point   | 둥구    | ■정관오선                             |
| 쿼리베이     | 鰂魚涌      | Quarry Bay    | 둥구    | ■정관오선                             |
| 타이쿠       | 太古        | Tai Koo       | 둥구    |                                       |
| 사이완호     | 西灣河      | Sai Wan Ho    | 둥구    |                                       |
| 샤우케이완   | 筲箕灣      | Shau Kei Wan  | 둥구    |                                       |
| 항파췬       | 杏花邨      | Heng Fa Chuen | 둥구    |                                       |
| 차이완       | 柴灣        | Chai Wan      | 둥구    |                                       |

## 향후 개발
또 다른 제안은 시우사이완역 쪽으로 공도선을 동쪽으로 연장할 계획을 제시한다.

## 같이 보기
- 홍콩 지하철
- 남공도선
- 홍콩 트램